# Louis Théodore Gouvy

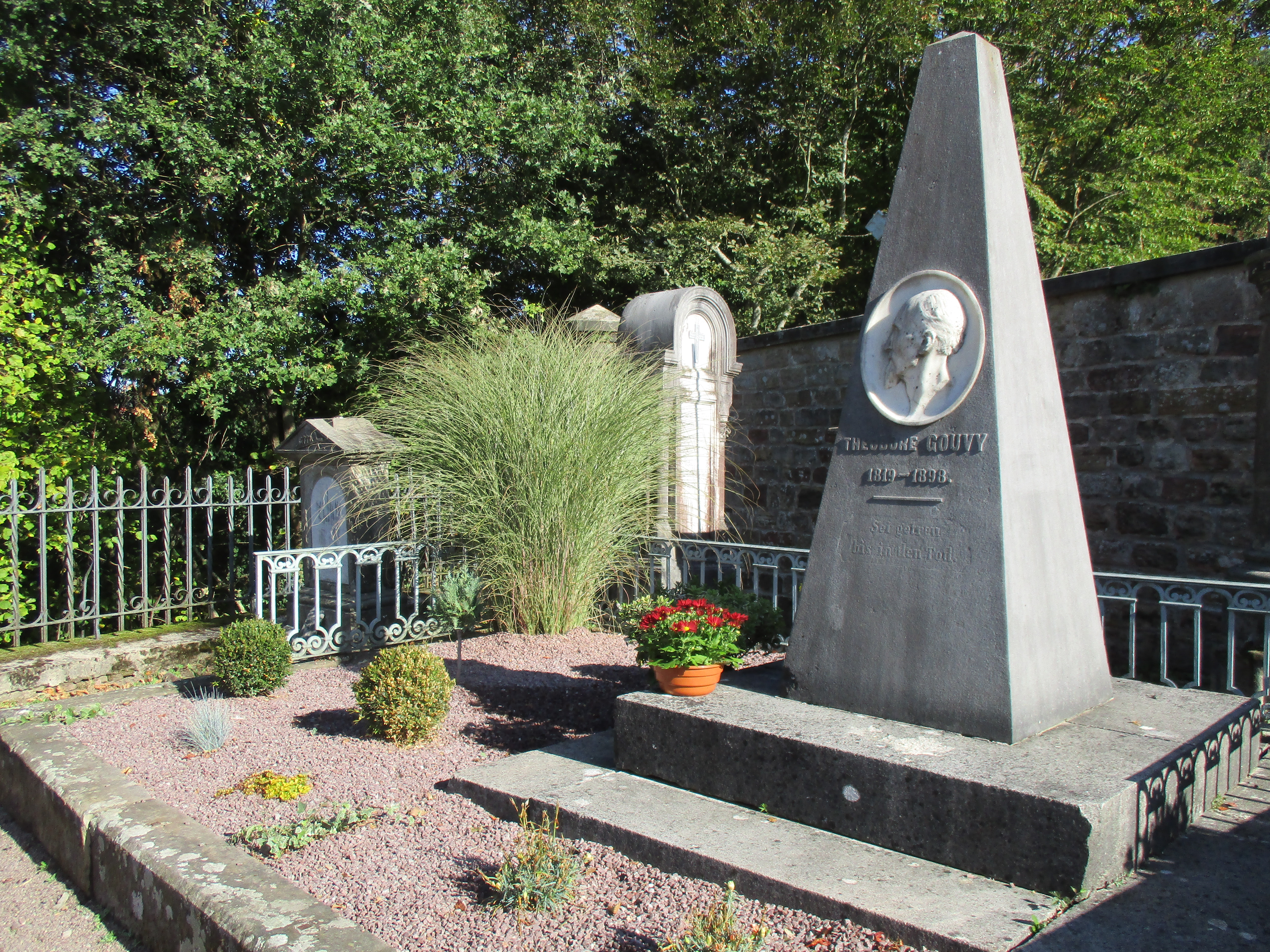
Graf van Theodore Gouvy in Hombourg-Haut. Frankrijk

Louis Théodore Gouvy (Saarbrücken, 3 juli 1819 – Leipzig, 21 april 1898) was een Duits-Franse componist die een groot deel van zijn leven in Lotharingen woonde.

## Leven en werk
Théodore Gouvy werd in 1819 geboren als vierde en jongste kind in een vermogende familie van Franse industriëlen. Zijn overgrootvader had zich vanuit België in Saarbrücken gevestigd en daar in 1751 een staalfabriek opgericht. Théodores vader leidde die fabriek tot zijn vroege dood in 1829, waarna zijn weduwe met haar kinderen naar Metz verhuisde.
Gouvy studeerde vanaf 1836 rechtsgeleerdheid aan de Universiteit van Parijs, maar moest die studie in 1839 afbreken omdat zijn geboortegrond, Saarland, bij Pruisen hoorde. Als niet-Fransman mocht hij geen examen doen. Hij had toch al besloten om musicus te worden, maar ook het Parijse conservatorium stond niet voor hem open, zodat hij privéles moest nemen bij de professoren Antoine Elwart en Pierre Zimmermann.
Zijn eerste composities ontstonden in 1841. Hij ondernam in 1844 een buitenlandse reis naar Rome en raakte daar bevriend met onder anderen Niels Gade. Na terugkomst in Parijs leerde hij Frédéric Chopin, Adolphe Adam en Hector Berlioz kennen. Berlioz gaf hoog op van Gouvy's kwaliteiten. Diens eerste symfonie ging in 1847 in première en werd door de critici positief ontvangen. Hij werd al snel als een belangrijke Franse componist beschouwd, hoewel hij er pas in 1851 in slaagde de nationaliteit van het Koninkrijk Pruisen te verruilen voor die van Frankrijk. Hij verwierf zich een plek in het Europese muziekleven en voerde een drukke briefwisseling met vooraanstaande componisten als Camille Saint-Saëns, Théodore Dubois, Franz Liszt, Ferdinand Hiller en Johannes Brahms. Bij het Parijse publiek stond hij in minder hoog aanzien, in Duitsland was de ontvangst positiever.
Nadat hij eerst vooral instrumentale muziek had gecomponeerd, gaf Gouvy toe aan de Parijse mode, die op de Italiaanse opera was gericht. Zijn eerste opera Le Cid (1863) ging echter niet in Parijs in première, maar pas in 1865 in Dresden, waar men ontvankelijker was voor zijn muziek dan in Frankrijk. In dat land kwam de erkenning pas laat: in 1868 werd een van zijn werken uitgevoerd door de Société des Concerts du Conservatoire en in 1873 werd hij gekozen in het Comité van de Société Nationale de Musique. Er volgden meer eerbewijzen, maar toch was Gouvy's trots zo gekrenkt door het lange uitblijven van de waardering, dat hij in 1875 de Prix Chartier afwees, die hem was toegekend voor het beste strijkkwartet.
in 1868 stierf Gouvy's moeder en trok hij in bij zijn broer Alexandre in Hombourg-Haut in Lotharingen. Zijn schoonzuster Henriette, een pianiste, waardeerde en stimuleerde zijn werk, wat zich uitte in talrijke composities voor piano vierhandig. De periode van de Frans-Duitse Oorlog brachten Henriette en hij door in Zwitserland. Na de Vrede van Frankfurt in 1871 behoorde hun woonplaats Hombourg-Haut, en dus ook hun nationaliteit, niet meer tot Frankrijk, maar tot Duitsland. Pas twee decennia na zijn dood, in 1919, werd Lotharingen weer Frans.
Gouvy concentreerde zich vervolgens op koormuziek. Het Requiem uit 1874, een van zijn voornaamste werken, werd gevolgd door een Stabat Mater (1875), een Missa brevis (1882) en verschillende wereldlijke cantates, die in vele Duitse steden ten gehore werden gebracht. In Parijs kwam hij alleen nog voor de Wereldtentoonstelling van 1889.
Tijdens een concertreis stierf hij op 78-jarige leeftijd in Leipzig aan een hartinfarct. Gouvy werd begraven in Hombourg-Haut.

## Waardering
Tijdens zijn leven stond Gouvy's muziek, vooral zijn kamermuziek, in hoog aanzien in vele Europese landen, behalve in het op opera gerichte Frankrijk, waar hij lang heeft moeten vechten voor erkenning. Hij zat gevangen tussen de Franse en de Duitse cultuur. Hij was een bekwaam vakman met een fijn gevoel voor klankkleur en een onmiskenbare gave voor melodie, maar gold ook als een behoudend componist die Mendelssohn en Schumann als zijn grote voorbeelden zag. Hoewel toonaangevende tijdgenoten als Berlioz, Fétis, Brahms, Reinecke en Joachim zijn belang inzagen, raakte zijn muziek al snel na zijn dood in vergetelheid. Pas laat in de 20e eeuw kwam er weer belangstelling voor zijn werken. In de 21e eeuw verschenen cd-opnamen van zijn symfonieën en een deel van zijn pianomuziek. Gouvy's meest uitgevoerde werk is zijn Requiem, met een fel en dramatisch Dies irae.

## Werken
Van Gouvy's ongeveer 200 composities verschenen er tijdens zijn leven ongeveer 90 in druk. Van de overige werken is de datering niet altijd duidelijk en er zijn ook composities onvindbaar. Het Institut Théodore Gouvy, gevestigd in de villa van zijn broer Alexandre in Hombourg-Haut waar ook hijzelf lang gewoond heeft, doet onderzoek naar het werk en brengt er ordening in.
Orkest
Gouvy schreef zeven symfonieën (in de jaren 1845-1855, 1868 en 1886), een Symphonie brève (1855?) en een Sinfonietta (1885). Daarnaast veel andere orkestwerken, waaronder een Serenade voor strijkers, de ouvertures Le Giaour, Le Festival en Jeanne d'Arc, Paraphrases symphoniques (1886), een Fantaisie Pastorale voor viool en orkest en Hymne et marche triomphale.
Kamermuziek
Gouvy heeft heel veel kamermuziek gecomponeerd, waaronder vijf pianotrio's, een pianokwintet, ten minste tien strijkkwartetten, zeven strijkkwintetten, drie sonates/duetten voor viool en piano, een Sérénade vénitienne voor altviool en piano, een sonate voor klarinet en piano, duetten voor cello en piano waaronder Decameron op. 28, een septet, twee octetten en een nonet.
Piano
Naast diverse werken voor piano 2-handig, zoals 20 Sérénades (1855) en een sonate, zijn er veel voor quatre-mains, waaronder drie sonates (de laatste twee uit 1869).
Koormuziek
Gouvy componeerde 12 koorwerken voor mannenstemmen (1860), een Requiem (1874), een Stabat Mater (1875), een Missa Brevis (1882) en vijf dramatische cantates, Oedipus in Colonna (1880), Iphigénie en Tauride (1883), Elektra (1886), Egille (1886) en Polyxéne (1894). Andere koorwerken zijn Fortunato (1896), Golgotha, La Religieuse (1875), Asléga (1876), La Calvaire (1877), Frühlings Erwachen (1878), Le dernier Hymne d'Ossian en Didon.
Opera's
Na Le Cid (1863) kwam een tweede opera Mateo Falcone, die tot op de huidige dag niet is opgevoerd.
Liederen
Gondoliera (1842), 6 liederen naar Moritz Hartmann (1857), 20 Duitse gedichten, 40 Poèmes de Ronsard (1876), Liederen en sonnetten van Desportes (1867), La pléiade francaise (1876), Que dites-vous, que faites-vous, mignonne? (1866), Regrets (1866).